# Теребовльское княжество

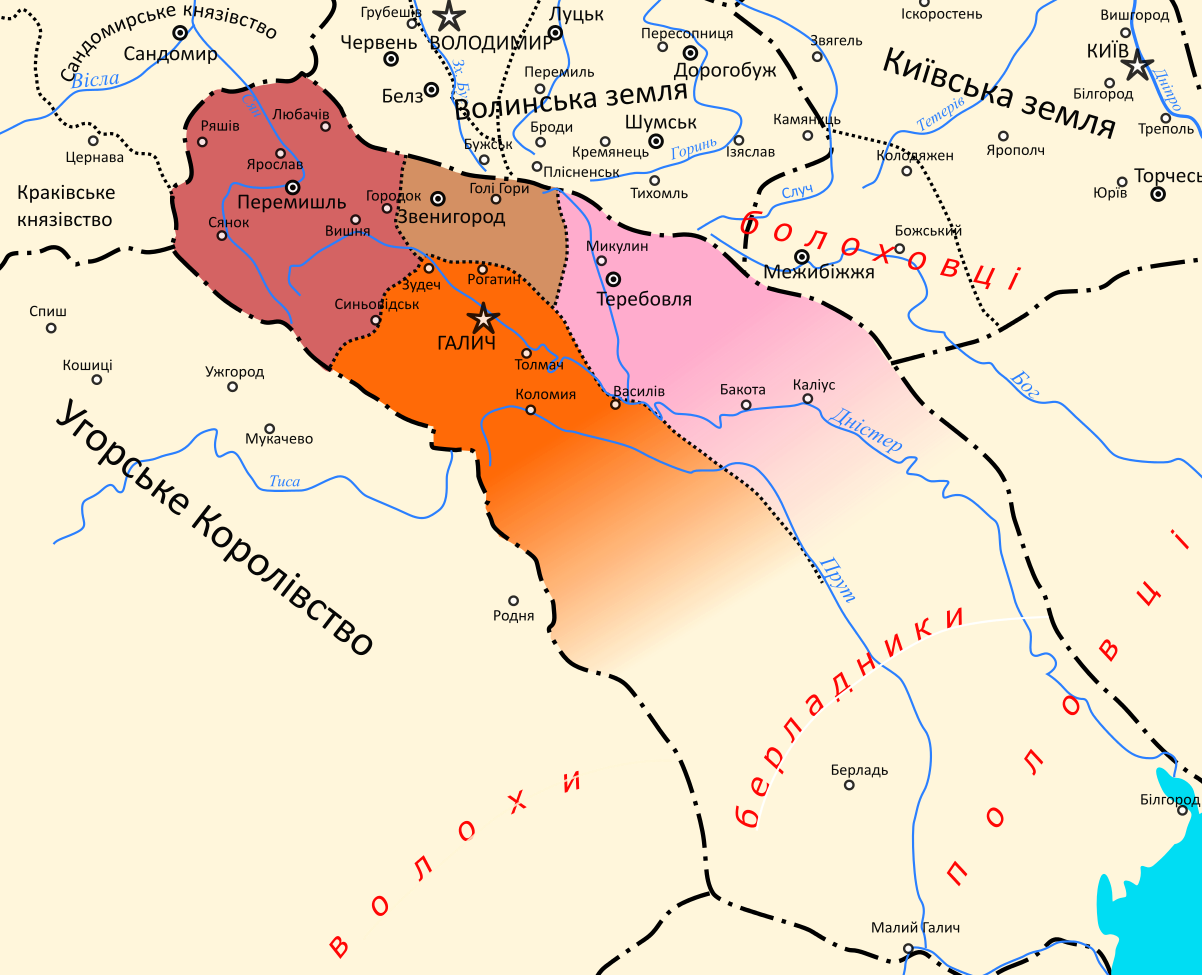
Теребовльское княжество в составе Галицкого княжества

Теребо́вльское кня́жество — территориально-политическое образование со столицей в Теребовле. Первоначально в составе Волынского княжества, с 1092 самостоятельное, с 1140 в составе Галицкого, с 1199 — Галицко-Волынского.

## История
После бегства Ростиславичей от Ярополка Изяславича Волынского княжество получил Василько Ростиславич (1084).
Василько развернул усиленную колонизацию юго-востока Теребовльского княжества тюркскими кочевниками: (берендеями и торками), освоил Понизье и защитил его от набегов; вместе с тем выросло значение Галича.
Решением Любечского съезда князей 1097 года Теребовльское княжество было закреплено за Васильком как наследственное владение. В том же году волынский князь Давыд Игоревич пленил и ослепил Василька, попытавшись отобрать у него княжество. Володарь Ростиславич добился освобождения брата. Ростиславичи опустошили пограничные земли Волыни. По решению Витичевского съезда князей 1100 года Василька лишили Теребовльского княжества, однако Ростиславичи не подчинились этому решению.
После смерти Василька в 1124 году в Теребовле и Галиче княжили его потомки. В 1125—1126 годах Васильковичи и Мстислав Владимирович Великий помогали Ростиславу Володаревичу Перемышльскому против его младшего брата Владимира, поддержанного венгерским королём. В 1141 году по смерти Ивана Васильковича в Галиче утвердился Владимир Володаревич, образовав единое Галицкое княжество.
В начале XIII века Теребовль несколько лет (ок. 1211 года) был уделом князя Изяслава Владимировича.